# طیاش (روستا)
 طیاش  به عربی ( طَیاَش )، روستایی است در دهستان بنو واقد از توابع استان استان صَنعاء در کشور یمن در شبه جزیره عربستان.

## جمعیت
جمعیت آن ( ۷۰) نفر (۶ خانوار) می‌باشد.